# 氧代三氯双(三苯基膦)合铼(V)
氧代三氯双(三苯基膦)合铼(V)是一种化合物，化学式为ReOCl3(PPh3)2。这种对空气不敏感的黄色固体是各种其他铼配合物的前体。在这个抗磁性的化合物中，铼原子具有八面体配位环境，有一个氧代、三个氯和两个互相反式的三苯基膦配体。铼的氧化态为+5，构型为d2 。

## 合成
ReOCl3(PPh3)2可购得，但它可以通过高铼酸在盐酸和乙酸的混合物中与三苯基膦反应合成。在反应过程中，Re(VII)被还原成Re(V)，而三苯基膦被氧化成其氧化物。
HReO4  +  3 HCl  +  3 PPh3  →   ReOCl3(PPh3)2  +  Ph3PO  +  2 H2O
所需的高铼酸溶液可以由七氧化二铼原位制备。

## 用途
ReOCl3(PPh3)2是各种其他氧代、氮替和氢化配合物的前体。它用LiAlH4处理时，会转化成ReH7(PPh3)2。
ReOCl3(PPh3)2可以催化二甲基亚砜对仲醇的选择性氧化，产生相应的缩酮。 